# Stuart McLean
 (juin 2020).
La mise en forme du texte ne suit pas les recommandations de Wikipédia : il faut le « wikifier ».
Les points d'amélioration suivants sont les cas les plus fréquents. Le détail des points à revoir est peut-être précisé sur la page de discussion.
- Les titres sont pré-formatés par le logiciel. Ils ne sont ni en capitales, ni en gras.
- Le texte ne doit pas être écrit en capitales (les noms de famille non plus), ni en gras, ni en italique, ni en « petit »…
- Le gras n'est utilisé que pour surligner le titre de l'article dans l'introduction, une seule fois.
- L'italique est rarement utilisé : mots en langue étrangère, titres d'œuvres, noms de bateaux, etc.
- Les citations ne sont pas en italique mais en corps de texte normal. Elles sont entourées par des guillemets français : « et ».
- Les listes à puces sont à éviter, des paragraphes rédigés étant largement préférés. Les tableaux sont à réserver à la présentation de données structurées (résultats, etc.).
- Les appels de note de bas de page (petits chiffres en exposant, introduits par l'outil «  Source ») sont à placer entre la fin de phrase et le point final[comme ça].
- Les liens internes (vers d'autres articles de Wikipédia) sont à choisir avec parcimonie. Créez des liens vers des articles approfondissant le sujet. Les termes génériques sans rapport avec le sujet sont à éviter, ainsi que les répétitions de liens vers un même terme.
- Les liens externes sont à placer uniquement dans une section « Liens externes », à la fin de l'article. Ces liens sont à choisir avec parcimonie suivant les règles définies. Si un lien sert de source à l'article, son insertion dans le texte est à faire par les notes de bas de page.
- La présentation des références doit suivre les conventions bibliographiques. Il est recommandé d'utiliser les modèles {{Ouvrage}}, {{Chapitre}}, {{Article}}, {{Lien web}} et/ou {{Bibliographie}}. Le mode d'édition visuel peut mettre en forme automatiquement les références.
- Insérer une infobox (cadre d'informations à droite) n'est pas obligatoire pour parachever la mise en page.

Pour une aide détaillée, merci de consulter Aide:Wikification.
Si vous pensez que ces points ont été résolus, vous pouvez retirer ce bandeau et améliorer la mise en forme d'un autre article.
 (juin 2020).
Le contenu est difficilement compréhensible vu les erreurs de traduction, qui sont peut-être dues à l'utilisation d'un logiciel de traduction automatique.
Pour les articles homonymes, voir McLean.
Andrew Stuart McLean (19 avril 1948 - 15 février 2017) était un radiodiffuseur canadien, humoriste, monologue, et auteur, mieux connu comme animateur de l'émission CBC Radio, The Vinyl Cafe (en). Souvent décrit comme une "bande dessinée qui raconte des histoires", bien que ses histoires aient abordé à la fois des thèmes humoristiques et sérieux, il était connu pour ses œuvres de fiction et de non-fiction qui célébraient la décence et la dignité des gens ordinaires, à travers des histoires qui ont souvent souligné la capacité de leurs sujets, réels ou fictifs, à persévérer avec grâce et humour dans des situations embarrassantes ou difficiles.

## Vie personnelle
McLean est né à Montréal-Ouest, l'aîné de trois enfants de parents immigrants australiens, Andrew McLean et Margaret Godkin,, McLean s'est intéressé à la programmation radio étant enfant, lorsque son père lui a acheté une radio Motorola pour occuper son temps tout en se remettant de maladie. Cette fascination pour la radio est restée avec McLean tout au long de sa vie d'adulte alors qu'il poursuivait une carrière dans les médias et le journalisme.
McLean a fait ses études au Lower Canada College et à Bishop's College School au Québec. Il a admis se sentir comme un étranger pour les autres élèves de l'école privée, ne se sentant ni assez athlétique ni intelligent assez pour tenir. McLean est diplômé de Sir George Williams University avec un BA en 1971. Après avoir obtenu son diplôme, il a travaillé dans les services aux étudiants pour le Collège Dawson, et comme directeur de campagne de Nick Auf der Maur lors de sa première campagne pour devenir conseiller au Conseil municipal de Montréal.
McLean a épousé Linda Read, une potière, en 1982 Ils ont eu deux enfants ensemble, Robert et Andrew, et McLean était le beau-père du fils de Read, Christopher Trowbridge, de son premier mariage. McLean et Read ont divorcé plus tard en 2002.
Il était également un sponsor du Camp Kanawana du YMCA, établissant un fonds de bienfaisance pour fournir un soutien financier aux jeunes défavorisés afin qu'ils assistent au camp, et a été colonel honoraire des Forces armées canadiennes 8e Escadron de maintenance aérienne à Base des Forces canadiennes Trenton.

## Carrière médiatique

### Travail précoce
McLean a rejoint CBC Radio pour la première fois en tant que chercheur pour Cross Country Checkup en 1974, devenant plus tard un documentariste pour l'émission de radio Sunday Morning. Il a remporté un Prix ACTRA en 1979 pour "Operation White Knight", son documentaire "Sunday Morning" sur le Massacre de Jonestown. De 1981 à 1984, il était le producteur exécutif de l'émission.
McLean a été professeur de journalisme à l'Université Ryerson de 1984 à 2004, date à laquelle il a pris sa retraite et est devenu professeur émérite. À sa mort en 2017, d'anciens étudiants de McLean a rappelé à quel point il se préoccupait de leur succès dans l'industrie du journalisme. À CTV, le reporter Scott Lightfoot a fait remarquer: "Je suis allé à l'université deux fois, j'ai suivi beaucoup de cours, je n'ai jamais eu un autre professeur qui me propose de téléphoner en mon nom".
Au cours des années 1980 et 1990, il a fréquemment collaboré et parfois été invité à animer des émissions de Morningside pour lesquelles il a souvent produit des documentaires d'intérêt humain et des essais audio sur les gens et les lieux de la vie quotidienne. Il qualifiera plus tard son œuvre Morningside de célébrer "l'importance d'être sans importance" et comme l'aidant finalement à trouver sa propre voix d'écrivain. L'animateur de Morningside Peter Gzowski se souvenait avec émotion du travail que McLean a fait pour le programme: "En surface, ils semblaient sans conséquence, mais en fait, il s'agissait de pièces de journalisme d'une facture exquise".
McLean a finalement compilé une sélection de son travail pour Morningside dans son premier livre, Le monde Morningside de Stuart McLean. Le livre était un best-seller canadien et finaliste pour les Toronto Book Awards de 1990],. Après le succès de son premier livre, McLean a été approché par Penguin Books pour rédiger un mémoire de voyage sur la vie dans une petite ville du Canada. Sorti en 1992, Welcome Home: Travels in Smalltown Canada a présenté des histoires de sept petites communautés, et a remporté l'Association des auteurs canadiens du meilleur livre de non-fiction en 1993.
McLean a souvent fait des reportages pour les émissions de nouvelles de la CBC Le Journal et Le National, où il s'est concentré sur histoires d'intérêt humain, parler à des "gens ordinaires" et se plonger dans leurs expériences souvent drôles ou poignantes. Ces segments sur les gens ordinaires ont contribué à inspirer «The Vinyl Cafe», qui, dans la même veine, a regardé la vie des Canadiens moyens.

### Le Vinyl Cafe
En 1994, McLean a lancé «The Vinyl Cafe», une série estivale mettant en vedette des histoires sur un magasin de disques de fiction d'occasion. Bien que les premières histoires se soient concentrées sur un groupe diversifié de personnages vaguement liés par le biais du magasin de disques vinyle Vinyl Cafe, au moment où la série est devenue permanente les histoires étaient concentrées plus directement sur le propriétaire du magasin, Dave, sa famille et ses amis. Après la deuxième édition de l'émission en 1995, McLean a publié Stories from the Vinyl Cafe, son premier livre de cette série. L'émission a rejoint l'horaire permanent de la saison régulière de CBC en 1997.

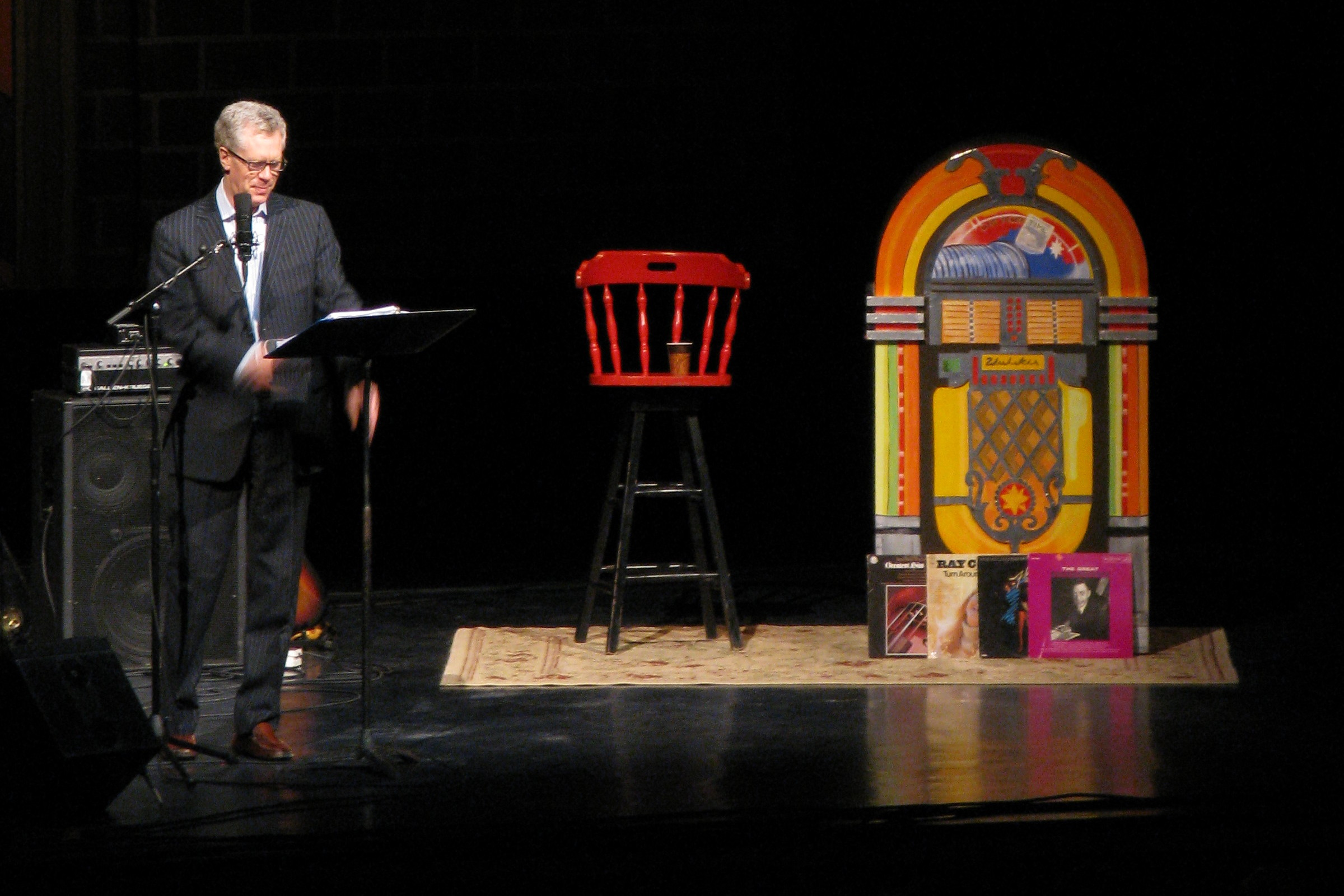
Stuart McLean sur scène au Centennial Concert Hall à Winnipeg, Manitoba

À partir de 1998, McLean a emmené The Vinyl Cafe sur la route des théâtres à travers le Canada et les États-Unis,. Certaines histoires seraient répétées lors de plusieurs spectacles - en particulier, une première histoire sur la tentative maladroite de Dave de cuisiner une dinde pour le dîner de Noël est devenue l'une des histoires les plus célèbres et les plus jouées de la carrière de McLean - mais McLean interprétait souvent des versions légèrement différentes des histoires pour maintenir son public engagé. Un épisode de The Vinyl Cafe chaque année était également consacré aux "Arthur Awards", le programme de récompenses de McLean en l'honneur actes de gentillesse et d'engagement communautaire de la part de Canadiens ordinaires qui pourraient autrement «passer inaperçus et même passer inaperçus».
«The Vinyl Cafe» a été diffusé tous les week-ends à la CBC Radio, et plus tard sous forme de podcast hebdomadaire. Les livres d'histoires de McLean dans The Vinyl Cafe ont remporté la Stephen Leacock Memorial Medal for Humor à trois reprises. Plusieurs albums de ses performances d'histoires Vinyl Cafe sont également sortis. Dans les années 2010, une édition dérivée, Vinyl Café Stories, a été diffusée sur la radio de la CBC dans un créneau horaire en semaine, mettant en vedette deux histoires précédemment diffusées sur des thèmes interdépendants.

## Traitement du cancer et décès
À la suite du diagnostic de McLean avec mélanome en novembre 2015, «The Vinyl Cafe» a cessé de tourner et de produire de nouveaux épisodes. McLean a annoncé le 13 décembre 2016 qu'il avait besoin d'un deuxième traitement, ce qui signifierait un retard supplémentaire dans la production de nouveaux épisodes radiophoniques potentiels et que la répétition des émissions passées cesserait d'être diffusée sur CBC Radio One à compter de janvier 2017 pour «faire de la place à d'autres pour partager leur travail à la radio». McLean est décédée d'un cancer le 15 février 2017 à Toronto, à l'âge de 68 ans,. Ses archives ont été données à Université McMaster.
Après sa mort en février 2017, une émission spéciale en hommage, animée par Michael Enright sous le titre «Conteur canadien: un hommage à Stuart McLean», a été diffusée le lendemain sur les ondes de CBC Radio. répété le dimanche suivant dans l'ancien créneau horaire de «The Vinyl Cafe». La série documentaire de CBC Radio The Doc Project a également produit un épisode spécial après la mort de McLean, faisant revivre son documentaire de 1979 Sunday Morning "La nouvelle ruée vers l'or", tandis que Cross Country Checkup a consacré un épisode hommage à sa propre version des Arthur Awards, demandant aux appelants de partager des histoires d'actes de la gentillesse qui avait fait une différence dans leur vie. En avril 2018, Cross Country Checkup a consacré un deuxième épisode à la question "Qui nommeriez-vous pour les Stuart McLean's Arthur Awards?"

## Œuvres produites

### Discographie
- 1997 – Christmas Concert at the Vinyl Cafe (Audio Book CD)[56]
- 1998 – Vinyl Cafe Stories[56]
- 1999 – The Vinyl Cafe on Tour[56]
- 2001 – Vinyl Cafe Odd Jobs[56]
- 2002 – Vinyl Cafe Inc. Coast to Coast Story Service[56]
- 2004 – A Story-Gram From Vinyl Cafe Inc.[57]
- 2005 – Vinyl Cafe: A Christmas Collection[58]
- 2006 – Stuart McLean's History of Canada[56]
- 2007 – An Important Message From The Vinyl Cafe[56]
- 2008 – Vinyl Cafe: Storyland[59]
- 2009 – Vinyl Cafe Planet Boy[56]
- 2010 – Vinyl Cafe: Out and About[56]
- 2011 – Vinyl Cafe: Family Pack[56]
- 2012 – Vinyl Cafe: The Christmas Pack[56]
- 2013 – Vinyl Cafe: New Stories[56]
- 2014 – Vinyl Cafe: The Auto Pack[56]
- 2015 – Vinyl Cafe: Seasons[56]
- 2016 – Vinyl Cafe: Up and Away[56]
- 2017 - Vinyl Cafe: The Unreleased Stories[60]

## Récompenses
- ACTRA Awards du meilleur documentaire radiophonique pour la couverture du Jonestown Massacre (1979)
- Meilleur livre de fiction de l'Association des auteurs canadiens pour Welcome Home (1993)[24]
- Rooke Fellowship for Excellence in Teaching, Research, and Writing: Trent University (1994-1995)
- Stephen Leacock Memorial Medal for Humor, Home from the Vinyl Cafe (1999)[61]
- Stephen Leacock Memorial Medal for Humor, Vinyl Cafe Unplugged (2001)[61]
- Prix du jubilé de l'Association des auteurs canadiens, Vinyl Cafe Diaries (2004)[62]
- Stephen Leacock Memorial Medal for Humor, Secrets from the Vinyl Cafe (2007)[61]
- Officier de l'Ordre du Canada, décerné en 2011 "pour sa contribution à la culture canadienne en tant que conteur et diffuseur, ainsi que pour ses nombreuses activités caritatives"[61].